# Пирово (Калужская область)
Пирово — деревня в Медынском районе Калужской области Российской Федерации. Входит в сельское поселение «Деревня Варваровка».

## География
Стоит на берегах реки Дынка.

## Этимология
Название происходит от некалендарного имени-прозвища Пир.

## Население
| 2002 | 2010 |
| ---- | ---- |
| 6    | ↘0   |

## История
В Писцовой книге Медынского уезда 1587 году  в Мигуньине(Мигулинском) стане  записано: «За Нечаем  Ивановым сыном Парского полтрети  пустоши Пировой в розни».
В 1782-м году сельцо Петра Ивановича Чичерина с пустошами по обеим берегах речки Дынка, на реке мельница. 
Входило в приход села Прудково.

## См.также
- Помещики Чичерины в Перемышльском и Козельском уездах. XVII-начало XX вв Архивная копия от 5 августа 2020 на Wayback Machine